# Nipper

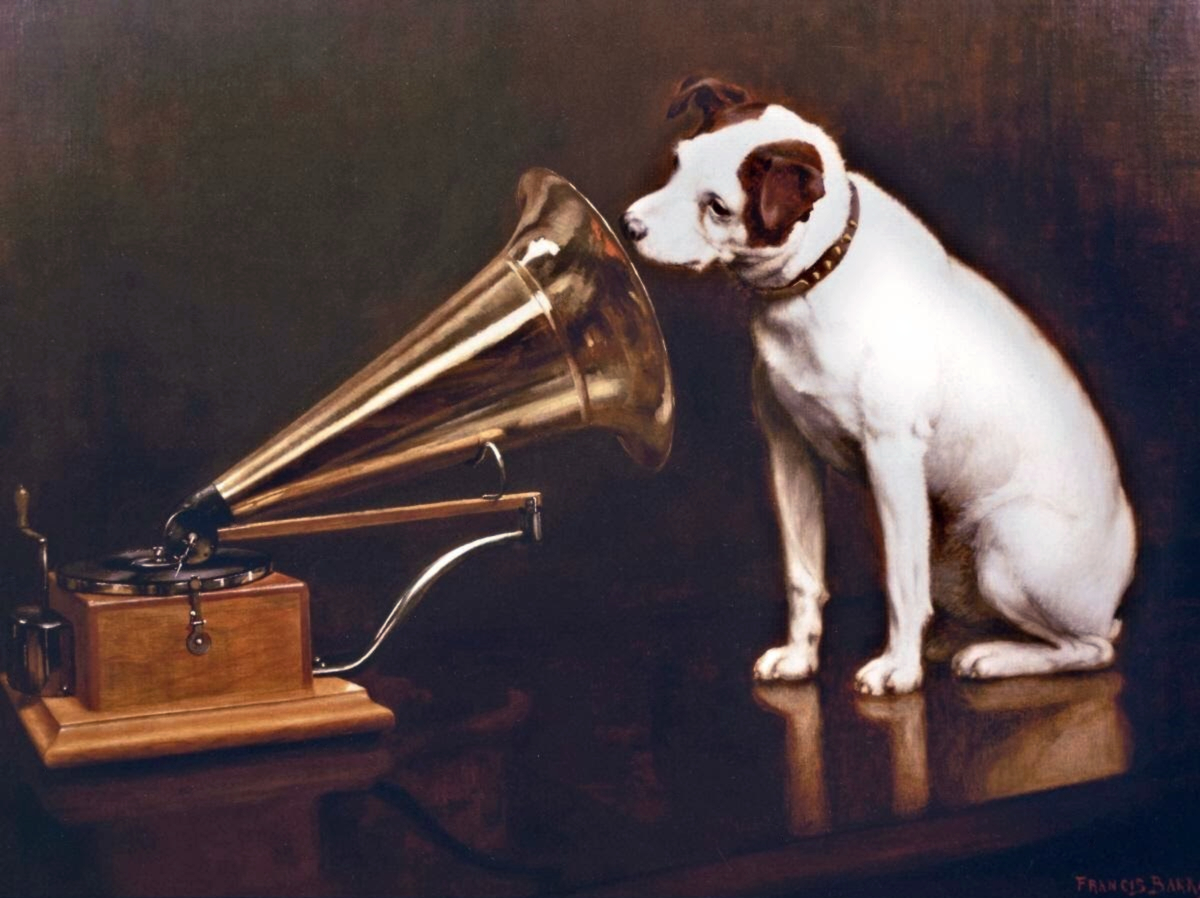
Nipper lauscht der Stimme seines Herrn; überarbeitete Fassung von Barrauds Gemälde

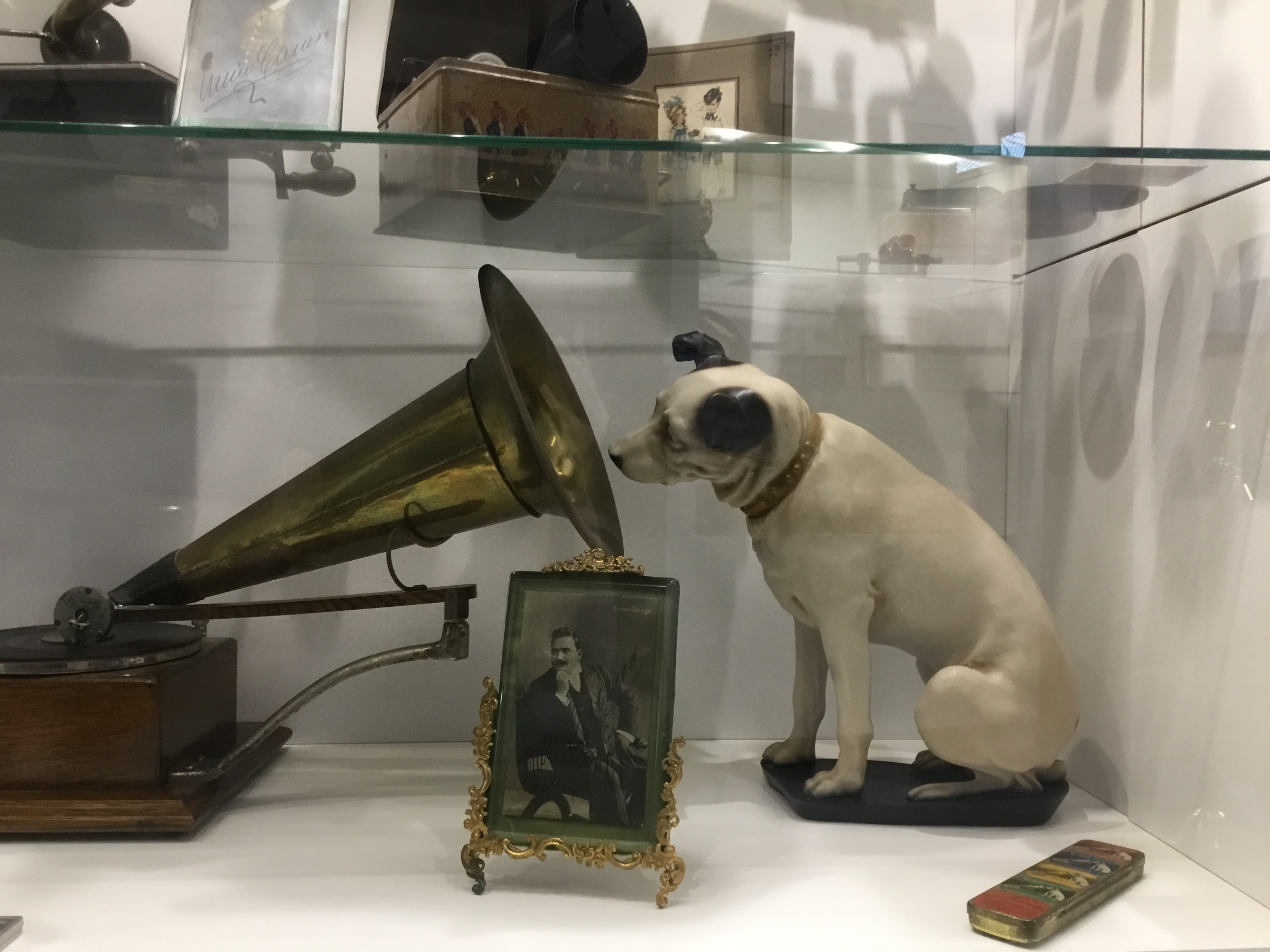
Nipper-Skulptur im Enter-Museum Solothurn

Nipper (* 1884 in Bristol; † September 1895 in Kingston upon Thames, England) war der Hund, der auf den Labels verschiedener Plattenfirmen in einer Pose abgebildet wurde, in der er aufmerksam in einen Grammophontrichter hinein zu lauschen scheint. Seinen Namen (auf Deutsch: „Zwicker“ oder „Beißzange“) verdankte Nipper seiner Angewohnheit, Besuchern des Hauses und Passanten in die Waden zu zwicken.
Über die Herkunft von Nipper ist sehr wenig bekannt. Sein erstes Herrchen, Mark Barraud, hatte ihn wahrscheinlich auf der Straße aufgelesen. Man kann davon ausgehen, dass Nipper ein Terrier-Mischling war. Nach dem Tod von Mark Barraud nahm ihn sein jüngerer Bruder, der Maler Francis Barraud, bei sich auf. Dessen Phonograph habe eine große Faszination auf den Hund ausgeübt, so die gängige Überlieferung, und Nipper habe oft vor dem Trichter gesessen und einer Platte mit Aufnahmen von Mark Barrauds Stimme zugehört.
E. M. Barraud, die Nichte des Malers, bestritt diese Darstellung. In einem Beitrag, der vom Pressedienst der EMI Electrola GmbH, also von einer Markeninhaberin des Logos, 1973 zum Jubiläum 75 Jahre Die Stimme seines Herrn erneut veröffentlicht wurde, schrieb sie, es sei „nicht wahr, wie oft behauptet wurde, dass er einer Schallplatte mit der Stimme seines Herrn lauschte, denn Mark Barraud hat nie eine Aufnahme gemacht“. Vielmehr habe er oft in dieser Haltung an der Tür gesessen, als hoffte er, seinen früheren Herrn zu sehen.
Francis Barraud habe den Hund in seiner Lieblingshaltung gemalt, zunächst einen Walzenphonographen hinzugefügt und das Bild der Edison-Bell Consolidated Phonograph Company Ltd. in London angeboten, die jedoch kein Interesse zeigte. Auf Anraten eines Freundes habe Francis dann den Phonographen mit einem Schallplattenapparat der neu gegründeten Gramophone Company in Hayes, England übermalt. Sicher ist, dass diese ihm das Bild inklusive Copyright 1899 für insgesamt 100 Pfund abkaufte, um es in ihren Zeitungsannoncen zu verwenden. Das Original hängt heute im Boardroom der EMI in Hayes, die übermalte Stelle soll deutlich zu erkennen sein.
Nipper wurde im Londoner Stadtbezirk Kingston upon Thames beerdigt. An der Stelle seines Grabes befindet sich heute der Parkplatz einer Bankfiliale. Im Eingangsbereich der Bank ist eine Gedenktafel angebracht, die auf das ehemalige Grab hinweist. Der Markenname His Master’s Voice und das Logo wurden weltweit populär, die Rechte liegen aber aufgrund der komplexen Geschichte der Musikindustrie in verschiedenen Ländern bei verschiedenen Firmen: auf dem amerikanischen Kontinent bei RCA, in Europa und den Commonwealth-Ländern bei der EMI Group und in Japan bei der Victor Company of Japan (JVC).